# Sorrowstorm
Sorrowstorm (v překladu z angličtiny bouře smutku) byla panamská black metalová kapela z města Panamá založená v roce 2000. Mozkem kapely byl Felipe Diez vystupující pod pseudonymy Phil nebo Ogrustorm (mj. člen grindcore/deathmetalové kapely Encryptor), který byl také hlavní postavou křesťanského metalu na panamské hudební scéně, než později přesídlil do Spojených států amerických. Sorrowstorm se tedy řadí do subžánru unblack metal (křesťanský black metal).
Debutové studiové album s názvem Caverns of Grief vyšlo v roce 2002 u firmy Dysmorphic Records. Celkem má skupina na svém kontě tři řadová alba, dvě minialba a jedno split/kompilační album.
Logo kapely obsahuje dvě zkřížené halapartny. 

## Diskografie
Studiová alba
- Caverns of Grief (2002)
- Onward (2008)
- Triune Eminence (2022)

EP
- Funeral Oath (2003)
- Epoch of Exile (2021)

Split nahrávky
- Collected Works (2004) – split CD s panamskou kapelou Nocturnal Faith, která má na disku 1 skladbu, zatímco Sorrowstorm 11